# Prins Hendrik Ende Desespereert Nimmer Combinatie Zwolle 2025-2026
Questa voce raccoglie le informazioni riguardanti il  Prins Hendrik Ende Desespereert Nimmer Combinatie Zwolle  nelle competizioni ufficiali della stagione 2025-2026.

## Stagione
La stagione 2025-2026 vede la 25ª partecipazione alla Eredivisie, la terza consecutiva per il PEC Zwolle, che affida la panchina a Henry van der Vegt, già assistente dell'ex tecnico Johnny Jansen. Il 10 agosto c'è l'esordio stagionale per i Blauwvingers, in occasione del match ci campionato contro il Twente vinto per 1-0.

## Maglie e sponsor
Lo sponsor tecnico è Adidas, mentre quello ufficiale è il sito di scommesse Circus.nl Sports & Casinò sul davanti e Molecaten sul retro.
|  | Casa |  | Trasferta |  | Terza maglia |

## Organigramma societario
Dal sito internet ufficiale della società.
Area direttiva
- Direttore generale: Xander Czaikowski
- Direttore tecnico: Marcel Boudesteyn
- Direttore finanziario: Simon Hoekstra

Area tecnica
- Allenatore: Henry van der Vegt
- Allenatore in seconda: Tim Bakens
- Allenatore in terza: Scott Calderwood
- Allenatore dei portieri: Diederik Boer
- Preparatore offensivo: Dwight Blackson
- Preparatore atletico: Jan Borghuis, Jacco van Olst
- Team manager: Isaak Teunis
- Direttore tecnico: Marcel Boudesteyn
- Direttore del settore giovanile: Dennis Bekking

Area medica
- Medici di squadra: Mineke Vegter, Michiel Schouwink
- Fisioterapisti: Suzanne Herpel, Jacco Riemens
- Medico del circolo: Pim van Klij
- Responsabile delle prestazioni: Bram Bembom
- Analista: Brent van Ooijen
- Nutrizionista: Jenny Venema
- Cuoco: Björn Moleman

Area organizzativa
- Direttore finanziario: Edwin Peterman
- Direttore sportivo: Mike Willems
- Responsabile sicurezza: Jan Willem Oldenhuizing
- Segretaria amministrativa e consulente HR: Lisette van der Molen
- Coordinatore eventi: Nicolette Mennega
- Capo dell'amministrazione: Dominique Koopmans
- Assistente amministrativo: Klaas Roeten
- Coordinatore della gestione delle strutture: Anouk Wagenaar

Area marketing
- Direttore area marketing: Rick Schrijver
- Responsabile vendite: Wouter Griekspoor
- Kit manager: Jan de Groot
- Preparatore: Erwin Vloedgraven
- Servizio commerciale: Carola Schoemaker
- Coordinatore Digital, Data & Merchandise: Sem Geerlings

Area comunicazione
- Direttore della comunicazione: Paul Schrijver
- Account manager: Floor Schoonbeek, Rick van Regteren, Sander Buiter
- Organizzazione Concorso e Biglietteria: Janiek Kwakkel
- Responsabile media e contenuti: Nicole Wildeboer
- Creative designer: Stan Wijnbergen
- Addetta al front office: Dembirly Wijngaarde, Maaike Menken

Area scouting
- Osservatore: Ben Hendricks
- Dipendente accademia: Ieke Heetebrij
- Responsabile scouting professionale: Mark Coonen
- Coordinatore scout giovanile: Fons Schutte
- Capo dello scouting giovanile: Martijn Hollewand

## Rosa
Rosa tratta dal sito ufficiale.
| N. |                        | Ruolo | Calciatore              |
| -- | ---------------------- | ----- | ----------------------- |
| 1  | Paesi Bassi (bandiera) | P     | Jasper Schendelaar      |
| 2  | Curaçao (bandiera)     | D     | Sherel Floranus         |
| 3  | Paesi Bassi (bandiera) | D     | Olivier Aertssen        |
| 4  | Irlanda (bandiera)     | D     | Anselmo García MacNulty |
| 10 | Belgio (bandiera)      | A     | Koen Kostons            |
| 11 | Belgio (bandiera)      | A     | Dylan Mbayo             |
| 16 | Paesi Bassi (bandiera) | P     | Tom de Graaff           |
| 18 | Paesi Bassi (bandiera) | C     | Odysseus Velanas        |
| 20 | Paesi Bassi (bandiera) | C     | Gabriël Reiziger        |
| 21 | Paesi Bassi (bandiera) | A     | Samir Lagsir            |
| 22 | Paesi Bassi (bandiera) | A     | Kaj de Rooij            |
| 23 | Paesi Bassi (bandiera) | C     | Eliano Reijnders        |

| N. |                          | Ruolo | Calciatore             |
| -- | ------------------------ | ----- | ---------------------- |
| 25 | Paesi Bassi (bandiera)   | C     | Thijs Oosting          |
| 26 | Paesi Bassi (bandiera)   | C     | Jadiel Pereira da Gama |
| 28 | Danimarca (bandiera)     | D     | Simon Graves           |
| 29 | Paesi Bassi (bandiera)   | A     | Thomas Buitink         |
| 30 | Nuova Zelanda (bandiera) | C     | Ryan Thomas (capitano) |
| 32 | Paesi Bassi (bandiera)   | D     | Victor Dedes           |
| 33 | Paesi Bassi (bandiera)   | D     | Damian van der Haar    |
| 34 | Paesi Bassi (bandiera)   | C     | Nick Fichtinger        |
| 35 | Capo Verde (bandiera)    | C     | Jamiro Monteiro        |
| 38 | Paesi Bassi (bandiera)   | C     | Givaro Rahajaän        |
| 41 | Paesi Bassi (bandiera)   | P     | Duke Verduin           |
| 77 | Ghana (bandiera)         | A     | Braydon Manu           |

## Calciomercato

### Sessione estiva
| Acquisti         | Acquisti          | Acquisti         | Acquisti                   |
| R.               | Nome              | da               | Modalità                   |
| ---------------- | ----------------- | ---------------- | -------------------------- |
| P                | Tom de Graaff     | Utrecht          | prestito                   |
| D                | Simon Graves      | Palermo          | riscatto (0,6 milioni €)   |
| C                | Thijs Oosting     | Groningen        | prestito                   |
| A                | Koen Kostons      | Paderborn        | definitivo (0,1 milioni €) |
| A                | Dylan Mbayo       | Kortrijk         | riscatto                   |
| Altre operazioni |                   |                  |                            |
| R.               | Nome              | da               | Modalità                   |
| C                | Mohamed Oukhattou | Sparta Rotterdam | fine prestito              |
| A                | Braydon Manu      | Osnabrück        | fine prestito              |

| Cessioni         | Cessioni          | Cessioni           | Cessioni                   |
| R.               | Nome              | a                  | Modalità                   |
| ---------------- | ----------------- | ------------------ | -------------------------- |
| P                | Mike Hauptmeijer  | Bali Utd           | gratuito                   |
| P                | Kenneth Vermeer   |                    | svincolato                 |
| D                | Tristan Gooijer   | Ajax               | fine prestito              |
| D                | Thierry Lutonda   | La Louvière        | ?                          |
| C                | Anouar El Azzouzi | Fortuna Düsseldorf | definitivo (1,5 milioni €) |
| C                | Filip Krăstev     | Lommel             | fine prestito              |
| C                | Younes Namli      | Le Havre           | gratuito                   |
| C                | Davy van den Berg | Utrecht            | gratuito                   |
| A                | Dylan Vente       | Hibernian          | fine prestito              |
| Altre operazioni |                   |                    |                            |
| R.               | Nome              | a                  | Modalità                   |
| D                | Simon Graves      | Palermo            | fine prestito              |
| C                | Teun Gijselhart   | De Graafschap      | gratuito                   |
| C                | Mohamed Oukhattou | Sparta Rotterdam   | riscatto                   |
| A                | Dylan Mbayo       | Kortrijk           | fine prestito              |

## Risultati

### Eredivisie

#### Girone di andata
| Arbitro: | Kooij |

|            |           |  |
| Oosting 8’ | Marcatori |  |

| Arbitro: | Gözübüyük |

|  |           |                 |
|  | Marcatori | 4’, 58’ Kostons |

| Nimega 28 agosto 2024, ore 18:45 CEST 3ª giornata | N.E.C. | – referto | PEC Zwolle | Stadio di Goffert |

| Zwolle 1º settembre 2024, ore 16:30 CEST 4ª giornata | PEC Zwolle | – referto | Heracles Almelo | MAC³PARK Stadion |

| Enschede 14 settembre 2024, ore 16:30 CEST 5ª giornata | Twente | – referto | PEC Zwolle | De Grolsch Veste |

## Statistiche

### Statistiche di squadra
| Competizione | Punti | In casa | In casa | In casa | In casa | In casa | In casa | In trasferta | In trasferta | In trasferta | In trasferta | In trasferta | In trasferta | Totale | Totale | Totale | Totale | Totale | Totale | DR |
| Competizione | Punti | G       | V       | N       | P       | Gf      | Gs      | G            | V            | N            | P            | Gf           | Gs           | G      | V      | N      | P      | Gf     | Gs     | DR |
| ------------ | ----- | ------- | ------- | ------- | ------- | ------- | ------- | ------------ | ------------ | ------------ | ------------ | ------------ | ------------ | ------ | ------ | ------ | ------ | ------ | ------ | -- |
| Eredivisie   | 6     | 1       | 1       | 0       | 0       | 1       | 0       | 1            | 1            | 0            | 0            | 2            | 0            | 2      | 2      | 0      | 0      | 3      | 0      | +3 |
| KNVB Beker   | -     | 0       | 0       | 0       | 0       | 0       | 0       | 0            | 0            | 0            | 0            | 0            | 0            | 0      | 0      | 0      | 0      | 0      | 0      | 0  |
| Totale       | -     | 1       | 1       | 0       | 0       | 1       | 0       | 1            | 1            | 0            | 0            | 2            | 0            | 2      | 2      | 0      | 0      | 3      | 0      | +3 |

### Andamento in campionato
| Giornata  | 1 | 2 | 3 | 4 | 5 | 6 | 7 | 8 | 9 | 10 | 11 | 12 | 13 | 14 | 15 | 16 | 17 | 18 | 19 | 20 | 21 | 22 | 23 | 24 | 25 | 26 | 27 | 28 | 29 | 30 | 31 | 32 | 33 | 34 |
| --------- | - | - | - | - | - | - | - | - | - | -- | -- | -- | -- | -- | -- | -- | -- | -- | -- | -- | -- | -- | -- | -- | -- | -- | -- | -- | -- | -- | -- | -- | -- | -- |
| Luogo     | C | T | C | T | C | C | T | T | C | T  | C  | T  | C  | T  | C  | T  | C  | T  | C  | T  | C  | T  | T  | C  | T  | C  | C  | T  | C  | T  | T  | C  | T  | C  |
| Risultato | V | V |   |   |   |   |   |   |   |    |    |    |    |    |    |    |    |    |    |    |    |    |    |    |    |    |    |    |    |    |    |    |    |    |
| Posizione | 7 | 4 |   |   |   |   |   |   |   |    |    |    |    |    |    |    |    |    |    |    |    |    |    |    |    |    |    |    |    |    |    |    |    |    |

Legenda:

Luogo: C = Casa; T = Trasferta. Risultato: V = Vittoria; N = Pareggio; P = Sconfitta.

### Statistiche dei giocatori
| Giocatore          | Eerste Divisie | Eerste Divisie | Eerste Divisie | Eerste Divisie | Coppa d'Olanda | Coppa d'Olanda | Coppa d'Olanda | Coppa d'Olanda | Totale   | Totale | Totale      | Totale     |
| Giocatore          | Presenze       | Reti           | Ammonizioni    | Espulsioni     | Presenze       | Reti           | Ammonizioni    | Espulsioni     | Presenze | Reti   | Ammonizioni | Espulsioni |
| ------------------ | -------------- | -------------- | -------------- | -------------- | -------------- | -------------- | -------------- | -------------- | -------- | ------ | ----------- | ---------- |
| O. Aertssen        | 2              | 0              | 1              | 0              | 0              | 0              | 0              | 0              | 2        | 0      | 1           | 0          |
| T. Buitink         | 2              | 0              | 1              | 0              | 0              | 0              | 0              | 0              | 2        | 0      | 1           | 0          |
| T. de Graaff       | 2              | -0             | 0              | 0              | 0              | -0             | 0              | 0              | 2        | -0     | 0           | 0          |
| K. de Rooij        | 2              | 0              | 1              | 0              | 0              | 0              | 0              | 0              | 2        | 0      | 1           | 0          |
| N. Fichtinger      | 1              | 0              | 0              | 0              | 0              | 0              | 0              | 0              | 1        | 0      | 0           | 0          |
| S. Floranus        | 2              | 0              | 1              | 0              | 0              | 0              | 0              | 0              | 2        | 0      | 1           | 0          |
| A. García MacNulty | 2              | 0              | 0              | 0              | 0              | 0              | 0              | 0              | 2        | 0      | 0           | 0          |
| S. Graves          | 2              | 0              | 0              | 0              | 0              | 0              | 0              | 0              | 2        | 0      | 0           | 0          |
| Jadiel             | 1              | 0              | 0              | 0              | 0              | 0              | 0              | 0              | 1        | 0      | 0           | 0          |
| K. Kostons         | 2              | 2              | 0              | 0              | 0              | 0              | 0              | 0              | 2        | 2      | 0           | 0          |
| S. Lagsir          | 0              | 0              | 0              | 0              | 0              | 0              | 0              | 0              | 0        | 0      | 0           | 0          |
| T. Lutonda         | 0              | 0              | 0              | 0              | 0              | 0              | 0              | 0              | 0        | 0      | 0           | 0          |
| B. Manu            | 0              | 0              | 0              | 0              | 0              | 0              | 0              | 0              | 0        | 0      | 0           | 0          |
| D. Mbayo           | 2              | 0              | 1              | 0              | 0              | 0              | 0              | 0              | 2        | 0      | 1           | 0          |
| J. Monteiro        | 2              | 0              | 0              | 0              | 0              | 0              | 0              | 0              | 2        | 0      | 0           | 0          |
| T. Oosting         | 2              | 1              | 0              | 0              | 0              | 0              | 0              | 0              | 2        | 1      | 0           | 0          |
| E. Reijnders       | 2              | 0              | 0              | 0              | 0              | 0              | 0              | 0              | 2        | 0      | 0           | 0          |
| G. Reiziger        | 2              | 0              | 0              | 0              | 0              | 0              | 0              | 0              | 2        | 0      | 0           | 0          |
| J. Schendelaar     | 0              | -0             | 0              | 0              | 0              | -0             | 0              | 0              | 0        | -0     | 0           | 0          |
| R. Thomas          | 2              | 0              | 1              | 0              | 0              | 0              | 0              | 0              | 2        | 0      | 1           | 0          |
| D. van der Haar    | 2              | 0              | 1              | 0              | 0              | 0              | 0              | 0              | 2        | 0      | 1           | 0          |
| O. Velanas         | 0              | 0              | 0              | 0              | 0              | 0              | 0              | 0              | 0        | 0      | 0           | 0          |
| D. Verduin         | 0              | -0             | 0              | 0              | 0              | -0             | 0              | 0              | 0        | -0     | 0           | 0          |